# Growian
Die (oft auch der) Growian (auch GROWIAN, Große Windenergieanlage) war eine öffentlich geförderte Windkraftanlage, die zur Technologieerprobung in den 1980er Jahren im Kaiser-Wilhelm-Koog bei Marne errichtet wurde. Es handelte sich um einen zweiflügligen Leeläufer (Rotor läuft auf der windabgewandten Seite des Turmes) mit einer Nabenhöhe von 100 Metern.
Growian war lange Zeit die größte Windkraftanlage der Welt. Vieles an ihr war neu und in dieser Größenordnung noch nicht erprobt. Da die Gehäuseauslegung fehlerhaft war, konnte die Anlage nicht mit voller Leistung betrieben werden. Die Probleme mit Werkstoffen und Konstruktion ermöglichten keinen kontinuierlichen Testbetrieb. Die meiste Zeit zwischen dem ersten Probelauf am 6. Juli 1983 und dem Betriebsende im August 1987 stand die Anlage still. Offizieller Betriebsbeginn war am 4. Oktober 1983. Der offizielle Startschuss des Probebetriebs wurde am 17. Oktober 1983 bei einer feierlichen Eröffnung gegeben. Im Laufe des Jahres 1987 wurden Betrieb und Messungen eingestellt. Im Sommer 1988 wurde Growian abgerissen.

## Technische Daten

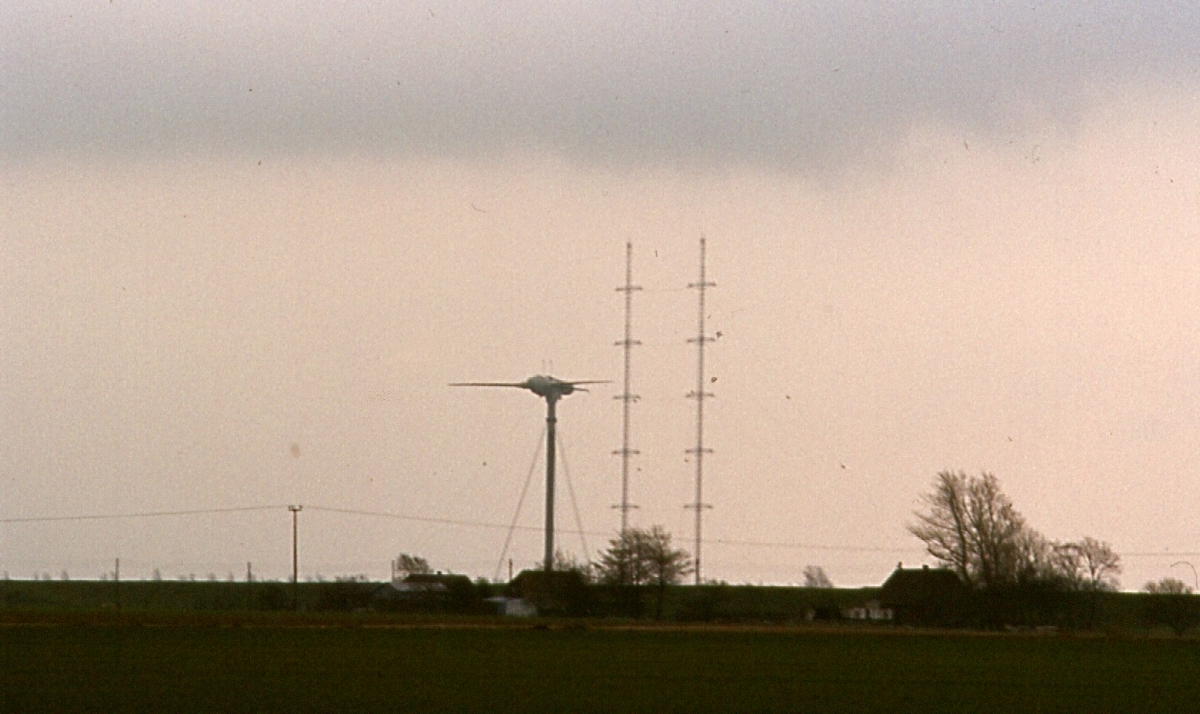
GROWIAN mit den beiden Windmessmasten

Die elektrische Nennleistung der Growian betrug 3.000 kW (3 MW), was damals Weltrekord bedeutete, heute aber eine eher durchschnittliche Leistung für Onshore-Windkraftanlagen ist. Der Rotor hatte eine Pendelnabe und einen Durchmesser von 100,4 m. Die zwei Rotorblätter waren mechanisch-elektrisch verstellbar. Sie rotierten mit etwa 18,5 Umdrehungen pro Minute.
Im Gegensatz zu den meisten moderneren Anlagen liefen die Blätter hinter dem Turm, also leeseitig.
Das Maschinenhaus in 96,6 Metern Höhe war 340 Tonnen schwer, jedes der beiden Rotorblätter 23 Tonnen.
Die Einschaltwindgeschwindigkeit lag bei 5,4 m/s, die Nennwindgeschwindigkeit bei 12 m/s, die Abschaltwindgeschwindigkeit bei 24 m/s und die Überlebenswindgeschwindigkeit bei 60 m/s. Der projektierte Jahresertrag lag bei einer durchschnittlichen Windgeschwindigkeit von 9,3 m/s bei etwa 12 GWh.
Rotor und Asynchron-Generator waren über ein Getriebe mit einer Stirnradstufe und zwei Planetenradstufen mechanisch gekoppelt.
Die Speisung in das Stromnetz erfolgte über einen Umformersatz, der weitestgehend identisch war mit dem später im Umspannwerk Neuhof installierten Umformersatz, über den elektrische Energie aus der damaligen DDR bezogen werden konnte.
Die Rotorblätter waren in Stahlholmbauweise gefertigt. Der tragende Holm im Inneren des Profilquerschnitts bestand aus Stahl, die Außenhaut sowie Rippen zur Versteifung aus glasfaserverstärktem Kunststoff.

## Projekt und Ergebnisse
Ende 1976 beschloss das Bundesministerium für Forschung und Technologie (BMFT), die Entwicklung großer Windkraftwerke mit Forschungsaufträgen und Expertenanhörungen zu prüfen. Aufträge erhielten im Sommer 1977 die MAN, das Institut für Aerodynamik und Gasdynamik der Universität Stuttgart und die Universität Regensburg. 1978 beschloss das BMFT den Bau der weltweit größten Windkraftanlage mit 100 Metern Turmhöhe und 100 Metern Flügeldurchmesser. Als Hauptkonstrukteur erhielt die MAN den Zuschlag, die Federführung für die Bildung einer Bau- und Betriebsgesellschaft übertrug das BMFT der zögernden HEW. Für das Projekt wurde am 8. Januar 1980 die Growian GmbH gegründet, an der die HEW zu 46,7 %, die Schleswag zu 30,1 % und das RWE zu 23,2 % beteiligt waren.

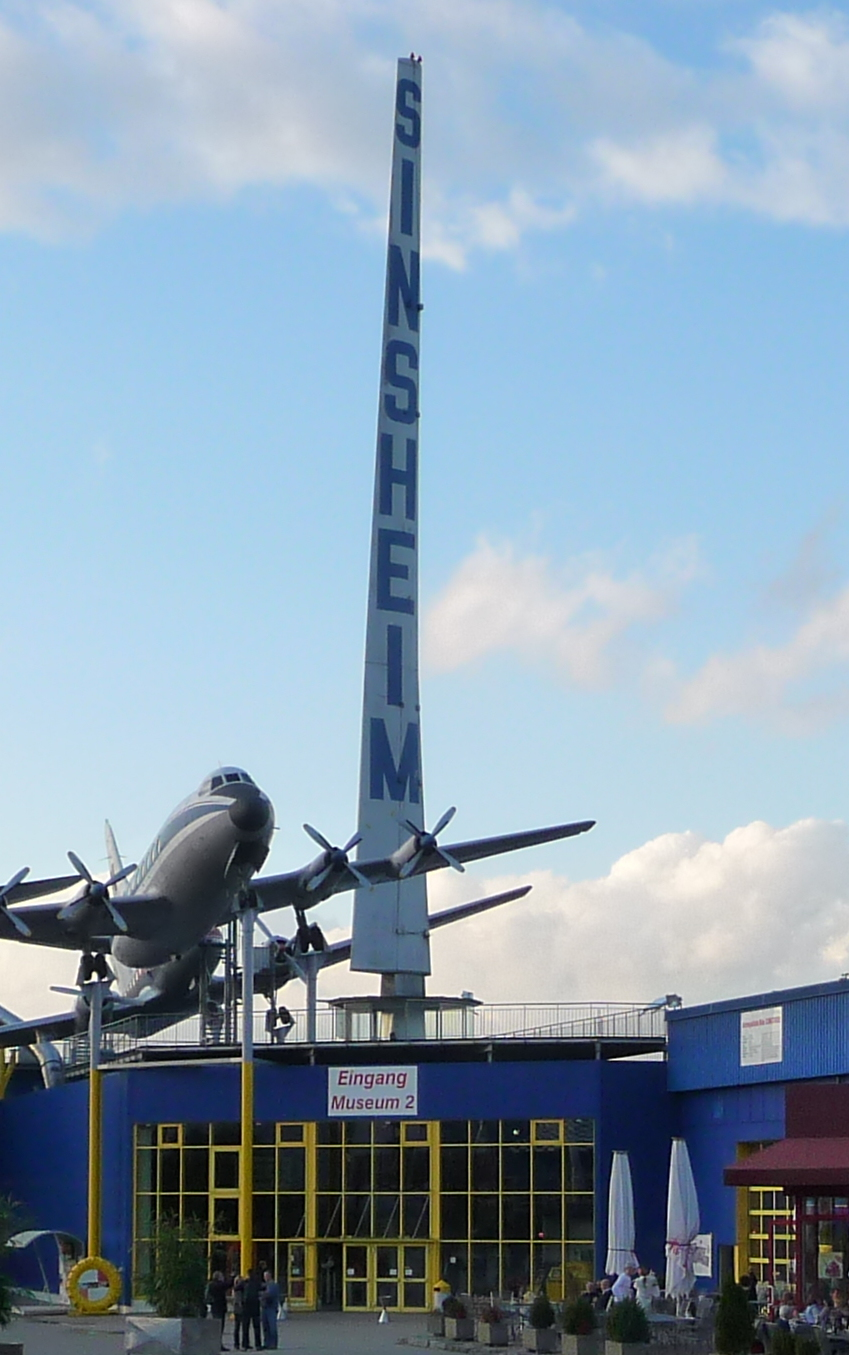
Rotorblatt mit Sinsheim-Schriftzug (Bildmitte) im Technik-Museum Sinsheim

Die Projektleitung und technische Geschäftsführung lagen bei der HEW, die kaufmännische Geschäftsführung bei der Schleswag. Im zugrundeliegenden Partnerschaftsvertrag vom 3. Januar wurde festgelegt, dass nach Projektende die Anlage „voraussichtlich abgebrochen und verschrottet“ werden sollte. Die Teilhaber und zum Teil auch das BMFT betrieben das Projekt auch mit politischen Motiven. Günther Klätte, Vorstandsmitglied des RWE, äußerte auf einer Hauptversammlung des Unternehmens: „Wir brauchen Growian (große Windanlagen), um zu beweisen, daß es nicht geht“ und erklärte, „daß Growian so etwas wie ein pädagogisches Modell sei, um Kernkraftgegner zum wahren Glauben zu bekehren“. Vom Finanzminister und ehemaligen Forschungsminister Hans Matthöfer wurde eine ähnliche Äußerung in Bezug auf die angenommenen finanziellen Schwierigkeiten überliefert: „Wir wissen, daß es uns nichts bringt. Aber wir machen es, um den Befürwortern der Windenergie zu beweisen, daß es nicht geht.“ Nachdem die Anlage zum Spatenstich im Mai 1981 durch Die Grünen als „Feigenblatt“ der Elektrizitätswirtschaft verspottet wurde, wurde im RWE intern dafür gesorgt, öffentlich die Linie der Aufgeschlossenheit gegenüber alternativen Energieformen zu betonen und das öffentliche Interesse an Windenergie zu bremsen.
Nicht zuletzt die Auslegung als Zweiblattrotor, der als Leeläufer auf der windabgewandten Seite des Turmes arbeitete, führte zu nicht beherrschbaren Lasten und Materialproblemen. Die Anlage wurde weitestgehend ein Misserfolg. Über die Jahre hatte sie weitaus mehr Reparatur- als Betriebszeiten und erreichte nicht einmal einen dauerhaften Testbetrieb. Bei ihrer Stilllegung hatten sich nur 420 Betriebsstunden angesammelt.
Das Ende des Projekts stellte nach dem Heißlaufen des 4 t schweren Kugellagers im Jahr 1984 die Weigerung des BMFT die zur Reparatur benötigten 10 Mio. DM bereitzustellen dar.
Der Turm und eines der Rotorblätter werden im Technik-Museum Sinsheim ausgestellt.
Der Growian gilt als einer der größten Fehlschläge in der Geschichte der Windenergienutzung. Die Anlage konnte die an sie gestellten Erwartungen in keiner Weise erfüllen und hat somit die eigentlichen Intentionen der Auftraggeber voll und ganz erfüllt. Die wenigen gewonnenen Erkenntnisse fanden nur geringen Eingang in den Windkraftanlagenbau. Allerdings wurden etliche Lehren aus den begangenen konzeptionellen Fehlern gezogen, z. B. dass eine rentable Anlagengröße nur über Zwischenschritte zu erreichen war.
Auch wurde nach dem Scheitern des Growian-Projektes teilweise der Schluss gezogen, dass Windkraftanlagen mit mehreren MW Anschlussleistung technisch und wirtschaftlich nicht handhabbar seien. Diese Folgerung war jedoch schon bei den damaligen Gegebenheiten fragwürdig (in Dänemark stand bereits seit 1975 eine Anlage mit 1 bis 2 MW) und wurde inzwischen vom technischen Fortschritt überholt. Etwa 25 Jahre nach der Stilllegung von Growian wurden ab den späten 2000er Jahren Anlagen mit gleichen Abmessungen und Leistungen (100 Meter Rotordurchmesser, 3 MW Nennleistung) in Großserie hergestellt. Seither bestimmt diese Anlagenklasse zunehmend den Markt und setzt das kontinuierliche Anwachsen der durchschnittlichen Nennleistung neu installierter Windenergieanlagen fort. In Offshore-Windparks waren 2022 deutlich größere Anlagen mit mehr als 10 MW und Rotordurchmessern über 200 m installiert. Anders als beim Growian wurden diese Anlagentypen jedoch Schritt für Schritt aus kleinen Anlagentypen mit wenigen Dutzend bis einigen Hundert Kilowatt entwickelt.
Der Standort des Growian wird weiterhin für die Windstromerzeugung genutzt. 1988 entstand auf 20 Hektar des ehemaligen Versuchsgeländes der Windenergiepark Westküste als erster Windpark Deutschlands mit zunächst 30 kleineren Anlagen, die jeweils zwischen 10 und 25 kW leisteten, geliefert von drei verschiedenen Herstellern. Der Windpark besteht heute nach zweimaligem Repowering und abgesehen von einem Testfeld für Kleinwindkraftanlagen aus vier großen Anlagen mit einer Einzelleistung zwischen 1 und 2 MW. Das Informationszentrum rund um die Geschichte der Windenergienutzung im Kaiser-Wilhelm-Koog wurde vom Betreiber im Jahre 2008 geschlossen.

## GROWIAN II

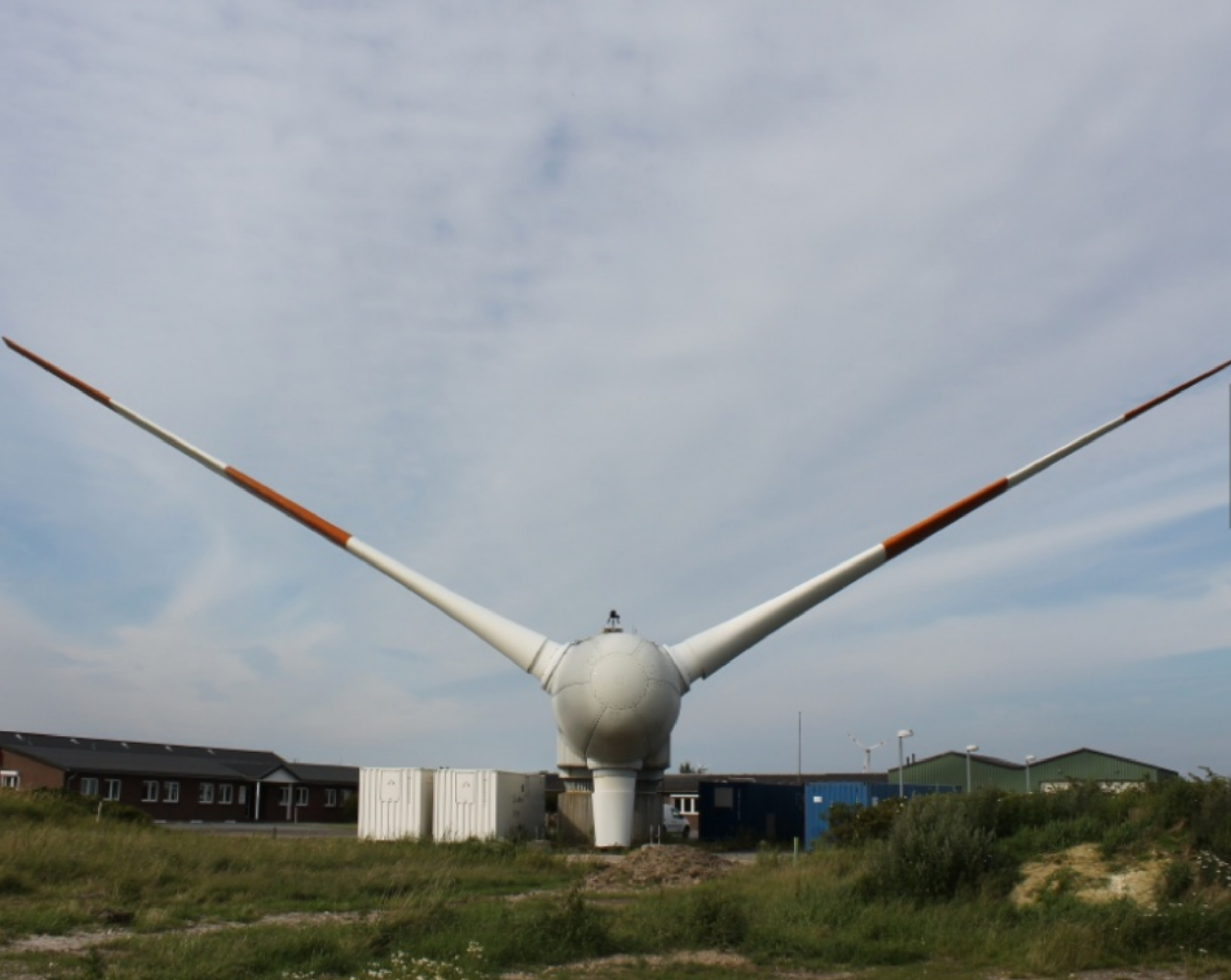
GROWIAN II

Unter der Bezeichnung MAN WKA-60 wurde eine weitere GROWIAN-Anlage mit 1,2 MW Leistung auf Helgoland 1990–1995 errichtet. Auch diese Anlage war nur kurze Zeit in Betrieb und wurde 1995 nach drei Schäden wegen häufigen Blitzeinschlägen wieder abgebaut. Am 31. Mai 1995 wurde der Turm gesprengt. Die Gondel befindet sich im DNV-Zentrum im Kaiser-Wilhelm-Koog, die übrig gebliebenen Fundamentreste der Anlage wurden im Jahr 2015 entfernt.